# میکائیل لاتور
میکائیل لاتور (انگلیسی: Mickaël Latour؛ زادهٔ ۱۶ سپتامبر ۱۹۹۵) بازیکن فوتبال اهل فرانسه است.
از باشگاه‌هایی که در آن بازی کرده‌است می‌توان به باشگاه اسپانیول بی اشاره کرد.